# 미야마정 (교토부)
미야마정(일본어: 美山町)은 일본 교토부 중앙부에 존재하던 정이며 기타쿠와다군에 속했다.
2006년 1월 1일에 후나이군 소노베정·야기정·히요시정이 합병해 난탄시가 되어, 지방공공단체로서의 미야마정은 역사의 막을 내렸다. 현재는 난탄시의 행정구의 지명으로 남아 있다.

## 역사
- 1955년 4월 1일 - 지이촌, 히라야촌, 미야지마촌, 쓰루가오카촌, 오노촌이 합병해 성립하였다.
- 2006년 1월 1일 - 후나이군 소노베정·야기정·히요시정과 합병해 난탄시가 성립하였다. 동일 미야마정은 폐지되었다.

## 교통

### 도로
- 국도 제162호선 (일본)(일본어판)